# Kima montana
Kima montana là một loài nhện trong họ Salticidae.
Loài này thuộc chi Kima. Kima montana được Wanda Wesołowska & Szeremeta miêu tả năm 2001.